# العلاج بمضادات عامل نمو بطانة الأوعية الدموية
العلاج بمضادات عامل نمو بطانة الأوعية الدموية، هو علاج يستخدم الأدوية التي تثبط عامل نمو بطانة الأوعية الدموية. يستخدم هذا العلاج في بعض أنواع السرطان وفي حالات تنكس الشبكية البقعي المرتبط بالعمر. يشمل هذا العلاج: الأجسام المضادة وحيدة النسيلة مثل بيفاسيزوماب، ومشتقات الأجسام المضادة مثل رانيبيزوماب، ومجموعة من الأدوية الفموية التي تثبط أنزيمات التيروزين كيناز التي يحفزها عامل نمو بطانة الأوعية الدموية.
خلصت تجربة سريرية أجراها بيرغرز وهاناهان في عام 2008 إلى أن الأدوية المضادة لعامل نمو بطانة الأوعية الدموية أظهرت فعالية علاجية في نماذج الفئران المصابة بالسرطان وفي عدد من السرطانات البشرية، ولكن الفوائد المحتملة في أفضل الأحوال مؤقتة ويتبعها عودة نمو الورم وتطوره.
أظهرت دراسات لاحقة حول عواقب استخدام مضادات عامل نمو بطانة الأوعية الدموية أنه على الرغم من أن استخدام هذه الأدوية يمكن أن يقلل من نمو الأورام الأولية، لكنها يمكن أن تعزز في الوقت نفسه انتشار الورم وانتقاله لأعضاء أخرى.
درست مراجعة منهجية أجرتها مؤسسة كوكرين عام 2014 فعالية رانيبيزوماب عند المرضى الذين يعانون من التنكس البقعي الناجم عن انسداد الوريد المركزي للشبكية. أظهر المشاركون في كلا المجموعتين العلاجيتين تحسنًا في مقاييس حدة البصر وانخفاضًا في أعراض التنكس البقعي على مدى ستة أشهر.

## السرطان
الاستخدام الأشيع لمضادات عامل نمو بطانة الأوعية الدموية هو علاج السرطان، وقد وافقت إدراة الغذاء والدواء الأمريكية وهيئة الدواء الأوروبية على استخدام هذه الأدوية لعلاج العديد من أشكال السرطان. تعد هذه الأدوية واحدة من أكثر أنواع العلاج الموجه استخدامًا وعادة ما تُشرك مع أدوية أخرى. 

## التنكس البقعي المرتبط بالعمر
طُور عقار رانيبيزوماب الذي ينتمي للأجسام المضادة وحيدة النسيلة للاستخدام داخل العين، وفي عام 2006 وافقت إدارة الغذاء والدواء الأمريكية على استخدام هذا الدواء لعلاج التنكس البقعي المرتبط بالعمر ضمن الأوعية الدموية لشبكية العين، وكان العقار بحلول ذلك الوقت قد خضع لثلاث تجارب سريرية ناجحة. نشرت دراسة في عدد أكتوبر 2006 من مجلة نيو إنغلاند الطبية أجراها روزنفيلد وآخرون، أوضحت هذه الدراسة أن الحقن داخل الجسم الزجاجي لعقار رانيبيزوماب أدى إلى زيادة هامة في مستوى حدة البصر. استنتج الباحثون من دراسة المرحلة الثالثة التي استمرت لعامين أن رانيبيزوماب فعال للغاية في علاج التنكس البقعي الكلاسيكي مع معدلات منخفضة من التأثيرات الجانبية الضارة على العين.
نشرت دراسة أخرى في عدد يناير 2009 من مجلة طب العيون عن نفس الموضوع، وقدمت أدلة على فعالية رانيبيزوماب. ذكرت الدراسة أن الحقن الشهري للرانيبيزوماب داخل الجسم الزجاجي أدى إلى زيادة ملحوظة في مستوى حدة البصر مقارنة بالعلاج الديناميكي الضوئي بالفيرتبورفين. استنتج من دراسة المرحلة الثالثة التي استمرت عامين أن رانيبيزوماب كان متفوقًا على العلاج الضوئي باستخدام الفيرتيبورفين في علاج التنكس البقعي مع معدلات منخفضة من الآثار الضارة للعين. وعلى الرغم من أن فعالية رانيبيزوماب مدعومة جيدًا من خلال تجارب سريرية عديدة، لكن تكلفة الدواء مقارنته بفوائده تبقى موضع تساؤل حتى الآن، خصوصًا وأن الدواء يعمل فقط على استقرار حالة المريض ومنع تدهورها. يجب استخدام رانيبيزوماب شهريًا بتكلفة تصل لألفي دولار لكل حقنة، وتبلغ التكلفة الإجمالي لعلاج مرضى التنكس البقعي في الولايات المتحدة أكثر من 10 مليارات دولار سنويًا، وبسبب هذه التكلفة العالية تحوَّل العديد من أطباء العيون إلى استخدام بيفاسيزوماب كعامل بديل للحقن داخل الجسم الزجاجي لعلاج حالات التنكس البقعي المرتبط بالعمر.